# Protection contre les explosions
 (décembre 2014).
Si vous disposez d'ouvrages ou d'articles de référence ou si vous connaissez des sites web de qualité traitant du thème abordé ici, merci de compléter l'article en donnant les références utiles à sa vérifiabilité et en les liant à la section « Notes et références ».
Les protections contre les explosions sont utilisées pour protéger toutes sortes de bâtiments et d'infrastructures de génie civil contre les explosions ou les déflagrations internes et externes. Il a été largement admis, jusqu'à récemment[Quand ?], qu'un bâtiment soumis à une attaque à l'explosif n'a de chance de rester debout que s'il possède une capacité résistive extraordinaire. Cette croyance reposait sur l'hypothèse que l'impulsion spécifique ou l'intégrale de temps de pression, qui est une caractéristique dominante de la charge d'une explosion, est entièrement hors de notre contrôle.

## Techniques de protection contre les explosions

### Évitement
L'évitement rendra impossible à une explosion ou une déflagration de se produire, par exemple au moyen de la suppression de la chaleur et de la pression nécessaire à une explosion en utilisant une structure en maille d'aluminium tel que eXess, au moyen d'un déplacement uniforme de l'O2 nécessaire à une explosion ou une déflagration pour avoir lieu, au moyen d'un rembourrage gazeux (ex. CO2 ou N2), ou par des moyens de maintien de concentration du contenu inflammable par une atmosphère constamment au-dessous ou au-dessus de la limite explosive, ou, par des moyens d'élimination des sources d'inflammation.

### Dispositifs de protection contre les explosions
Les dispositifs de protection contre les explosions ont des objectifs bien défini : limiter ou supprimer les dommages grâce aux techniques de protection appliquées en combinaison avec un renforcement de l'équipement ou des structures qui doivent s'attendre à faire l'objet de pression due à l'explosion interne et de débris volants ou de choc violent externe.

## Sélection des dispositifs de protection contre l'explosion

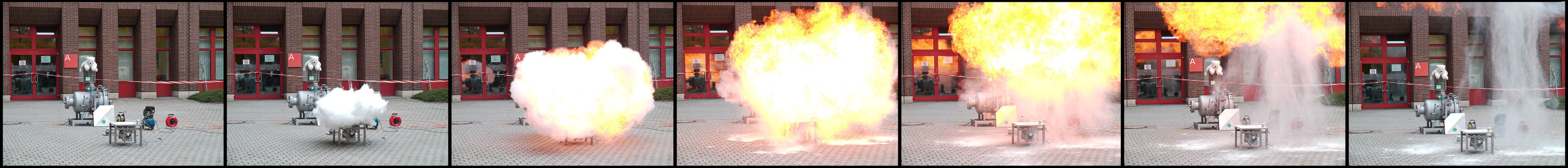
Explosion de poussières

Il peut y avoir des écarts de prix tout à fait considérables entre les différentes technologies de protection. Mais, en se limitant aux dispositifs qui sont rationnels à mettre en œuvre, la gamme de prix sera variable (en allant de la solution la moins chère à la plus chère) : portes anti-explosion et évents (selon les quantités et la mise en commun des éléments, l'une ou l'autre solution peut s'avérer être la plus judicieuse sur le plan économique) ; dispositifs faisant appel à l'inertie, tels que systèmes de suppression d'explosion ; isolation - ou diverses combinaisons de ces dispositifs. 